# Salatpflanze
Salatpflanzen sind Kulturpflanzen, die geerntet und verarbeitet meist als kalte, ungekochte, rohe, marinierte Beilage (Salatspeisen) zu Hauptgängen gegessen werden.

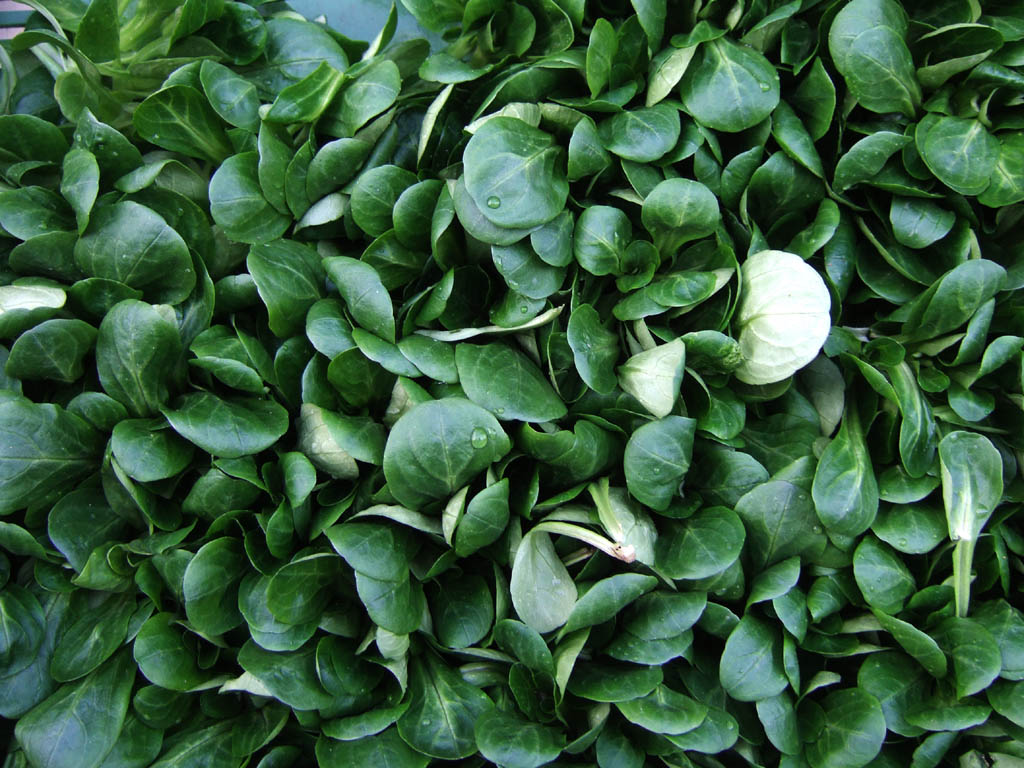
Feldsalat

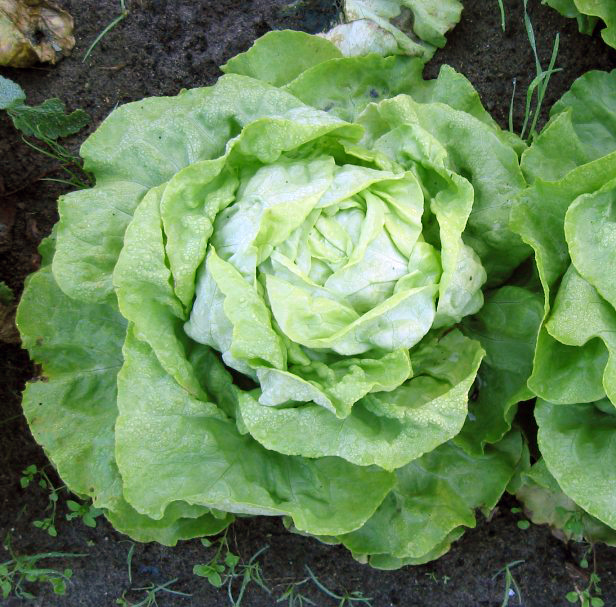
Kopfsalat

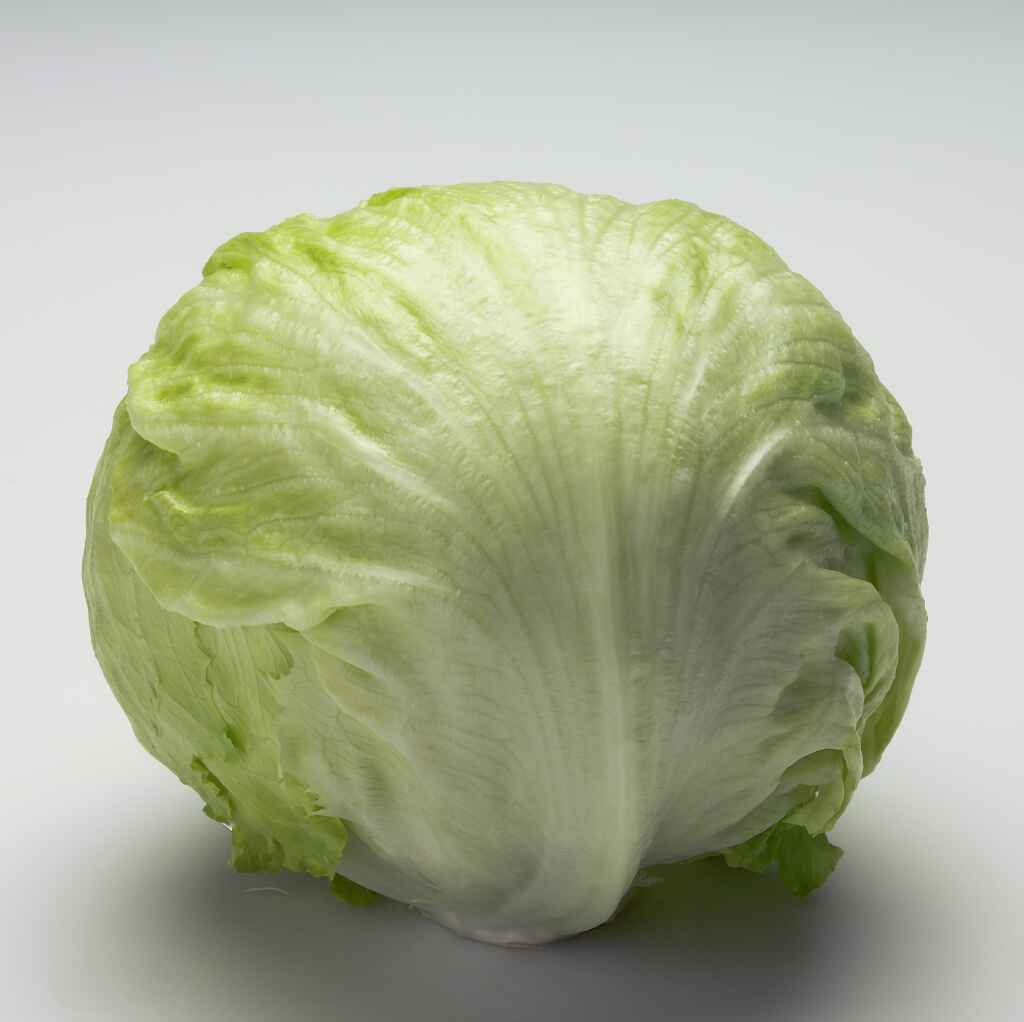
Eisbergsalat

Lollo bionda

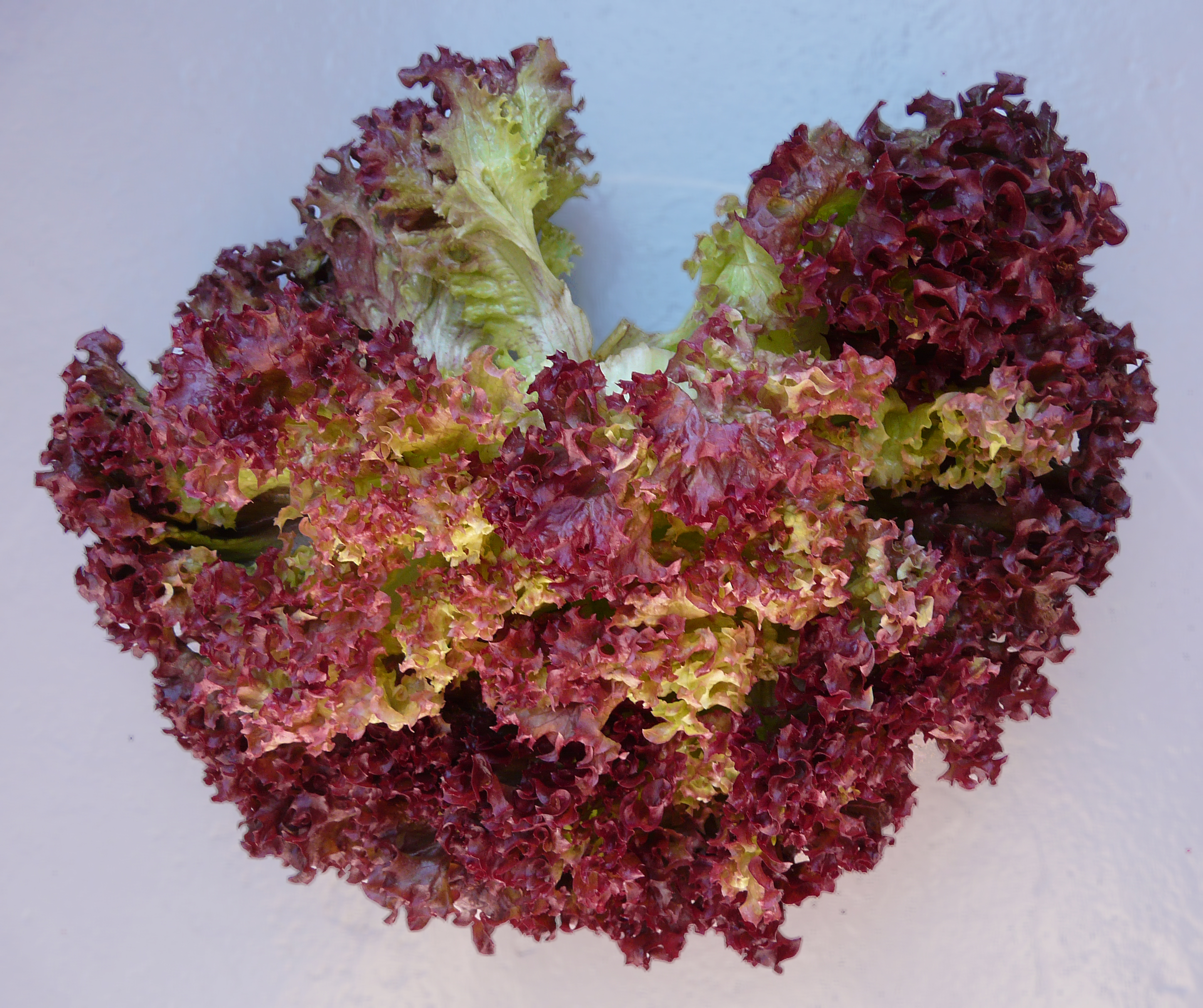
Lollo rosso

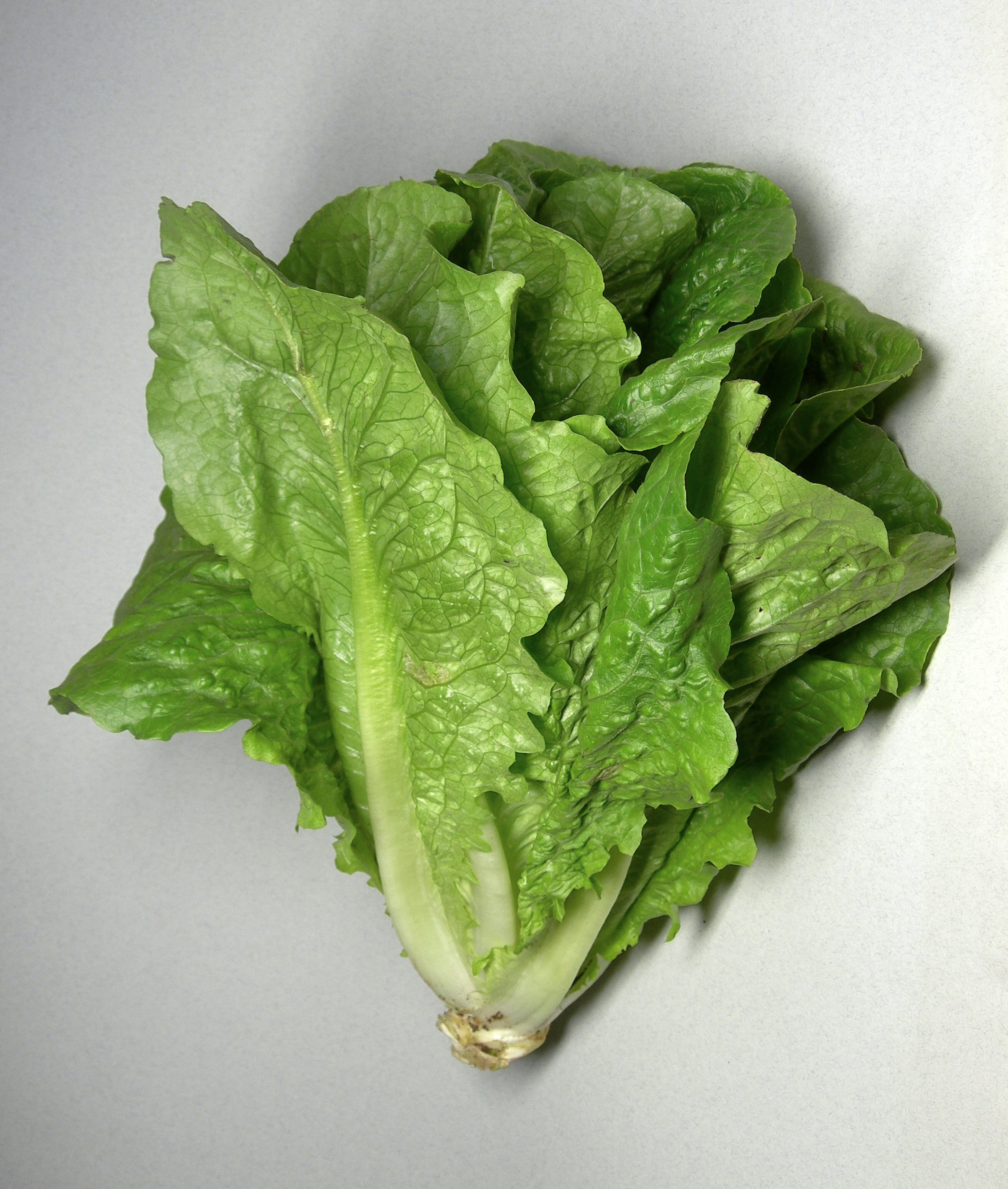
Römersalat

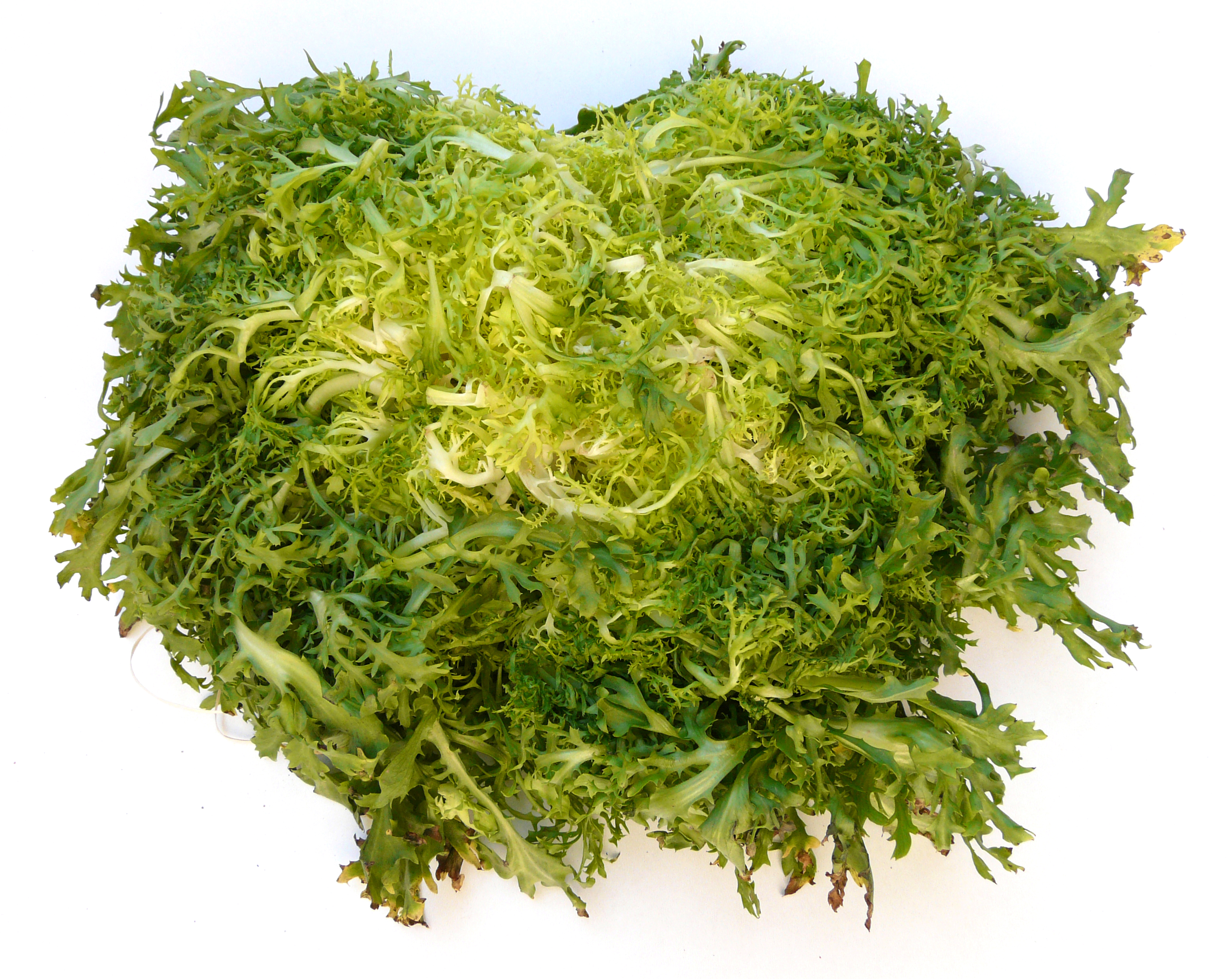
Friseesalat

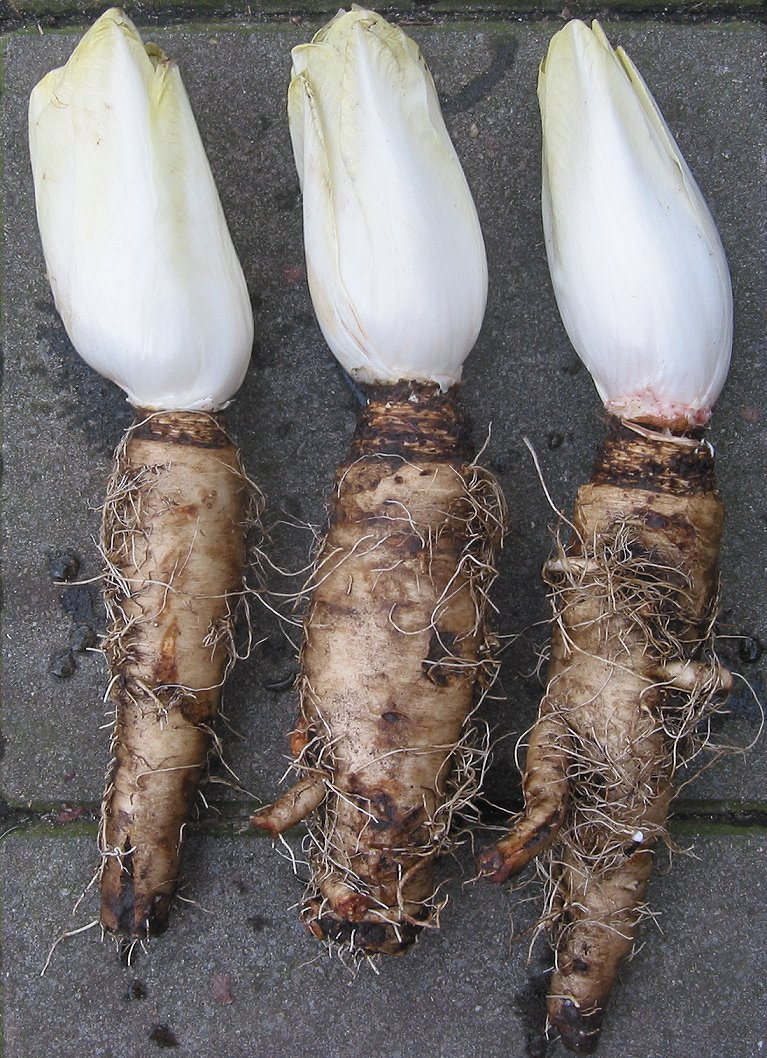
Chicorée

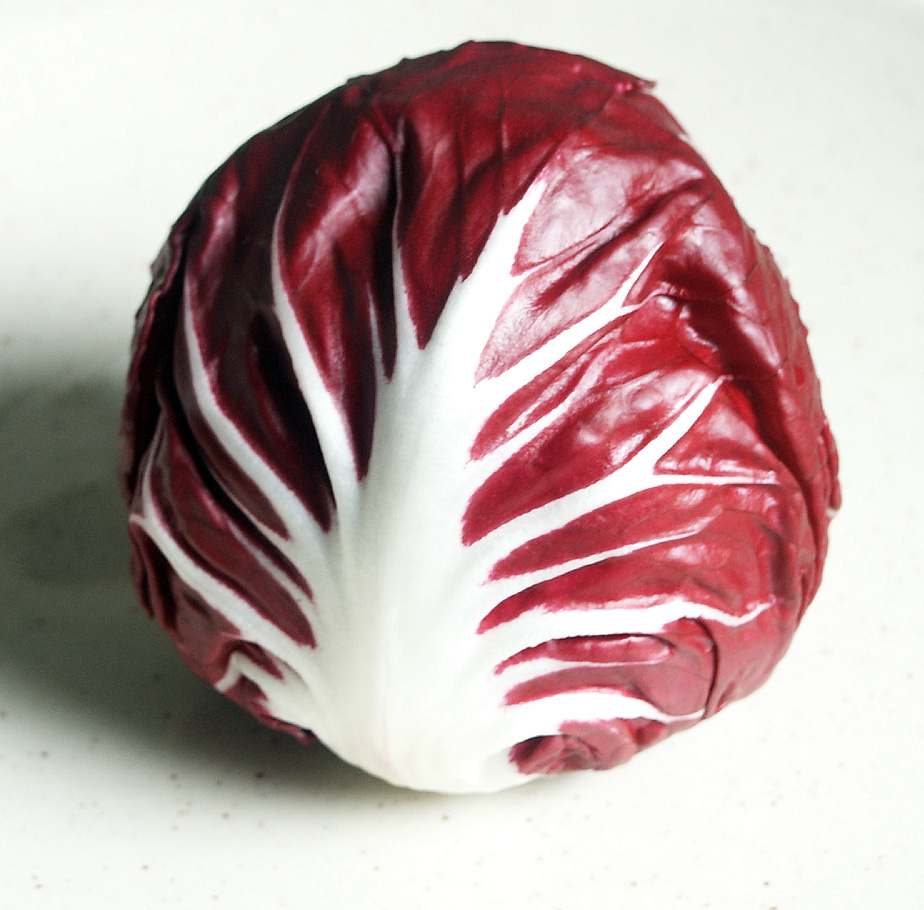
Radicchio

## Begriffsklärung
„Salatpflanze“ ist weder ein systematischer Begriff des Gartenbaus noch der Botanik; es ist vielmehr eine ernährungs- und küchentechnische Einordnung anhand der Zubereitung:
Salatpflanzen im klassischen Sinne sind Blattgemüse, daneben gibt es aber auch etliche Pflanzenprodukte, die ganz typisch zur Salatmischung gehören, wie die Tomate (ein Fruchtgemüse), oder die Karotte, von der sowohl Blatt- und Wurzelanteile genutzt werden (obwohl sie primär als Wurzelgemüse bekannt ist), Zwiebelgemüse (bei Lauch etwa auch Blattanteile), oder Soja (Keimlinge einer Pflanze) und anderes, sowie etliche Wildpflanzen, die im Zuge der biologischen Küche „wiederentdeckt“ wurden, im weitesten Sinne sogar manche Obstarten, Getreide (etwa Mais), Pilzstände und Nüsse (erweiterter Salatbegriff der zeitgenössischen Küche).

## Liste der Salatpflanzen
Blattgemüse
Asternartige
- Gartensalat (Lactuca sativa) Gartenlattich (stammt vom wilden Kompass- bzw. Stachellattich Lactuca serriola aus Südeuropa, Nordostafrika und Indien ab)
  - Kopfsalat, Grüner Salat / Krachsalat / Buttersalat / Butterkopfsalat / Häuptlesalat / Schmalzsalat var. capitata (runzelige, auseinanderfallende Blätter)
    - Bataviasalat
    - Crisp-Salat
    - Eis(berg)salat (große, kohlähnliche, feste Köpfe)

  - Schnittsalat / Blattsalat / Rupfsalat / Pflücksalat var. crispa
    - Lollo Rosso, Lollo Bionda
    - Eichblattsalat

  - Spargelsalat (var. angustana, var. asparagina)
  - Binde- oder Römersalat (var. longifolia älteste bekannte Salatsorte)
- Zichorien / Wegwarten (Cichorium Korbblütler)
  - Endivie, Eskariol (Cichorium endivia)
    - Winterendivie, glatte Endivie, Eskar(i)ol (Cichorium endivia var. crispum)
    - Krause Endivie, Frisée (Cichorium endivia var. latifolium)

  - Gemeine Wegwarte (Cichorium intybus):
    - Chicorée (var. foliosum)
      - Radicchio
      - Zuckerhut

    - Wurzelzichorie (var. sativum)
- Gewöhnlicher Löwenzahn (Taraxacum officinale)
- Gänseblümchen

Kardenartige
- Feldsalat / Vogerlsalat / Rapunzel (Varianella locusta und Valerianella olitoria, kommt auch wild vor!)

Kreuzblütlerartige
- Gartenkresse (Lepidium sativum)
- Brunnenkresse (Nasturtium officinale)
- Rucola (Diplotaxis tenuifolia oder Eruca sativa)
- Kohl (Brassica):
  - Kopfkohl (Brassica oleracea convar. capitata)
  - Chinakohl (Brassica chinensis)
  - Pak Choi

Rosenartige
- Brennnesseln

Nelkenartige
- Portulak
- Mangold
- Spinat
- Postelein
- Sauerampfer (Rumex acetosa)

Spargelartige
- Porree
- Schnittlauch

Wurzelgemüse
Nelkenartige
- Rote Rübe (Beta vulgaris)

Kreuzblütlerartige
- Radieschen (Raphanus sativus)

Doldenblütlerartige
- Karotte / Möhre (Daucus carota)
- Pastinak (Pastiaca sativa)
- Haferwurzel
- Schwarzwurzel (Scorzonera hispanica)

Spargelartige
- Zwiebel
- Knoblauch

Fruchtgemüse
Nachtschattenartige
- Tomate
- Paprika

Kürbisartige
- Gurke

Schmetterlingsblütenartige
- Erbse
- Gartenbohne
- Linse

Sprossengemüse
Schmetterlingsblütenartige
- selten Sojabohne (Glycine max)